# مشروع هارفارد في الفيزياء
مشروع هارفارد في الفيزياء كان مشروعًا وطنيًا لتطوير المنهج لإنشاء برنامج مدرسة ثانوية لتعليم الفيزياء في الولايات المتحدة. وتم العمل فعليًا بهذا المشروع منذ عام 1962 إلى عام 1972، حيث أبرز المشروع سلسلة من نصوص مشروع الفيزياء تم العمل بها في فصول الفيزياء الدراسية في السبعينيات والثمانينيات. وكان مركز المشروع في جامعة هارفارد، ولكنه اجتذب المدارس والمعلمين من جميع أنحاء البلاد. كما كان مدير هذا المشروع: إف. جايمز روثورفورد (F. James Rutherford)، منسق المشروع (وبعد الانتهاء من المشروع، عمل أستاذًا بقسم العلوم بجامعة نيويورك)؛ جيرالد هولتون (Gerald Holton)، بقسم الفيزياء، جامعة هارفارد؛ وفليتشر جي واتسون (Fletcher G. Watson)، مدرسة الدراسات العليا في التربية والتعليم بجامعة هارفارد.

## التكيف مع النظام الأسترالي
هو نظام هيكلة إقليمية لدورة الفيزياء الأصلية من جامعة هارفارد تم تطبيقه في نيو ساوث ويلز (New South Wales) في عامي 1971 و1972. حيث تم إجراء بعض التعديلات الطفيفة لتعكس الاختلافات الموجودة في ممارسات الصفوف الدراسية. وتم إشراك العديد من المدرسين من جميع أنحاء الولايات الأسترالية. ومن أكبر المساهمين:
أر. فاجوتر - ثانوية هورنزباي للبنات;
آي غي - مدرسة الرياضيات والفيزياء جامعة ماكوبري (Macquarie University) (SMPMU)؛
جاي هال (J. Hall) - SMPMU؛
أر هيويت (R. Hewitt) - مدرسة الفيزياء، جامعة سيدني (Sydney University)؛
جيه كيربي (J. Kirby) - SMPMU؛
أر ماكينز (R. McInnes) - مدرسة الفيزياء، جامعة سيدني (Sydney University)؛
بي. برايس (B. Price) - كلية سانتا سابينا (Santa Sabina CollSAe) شتراثفيلد؛
كي. ماهوني (K. Mahony) - ثانوية هومبوش للبنين (Homebush Boys High School)؛
سي. كيونينلان (C. Quninlan)- ثانوية ماريست برزرز (Marist Brothers High School) ويستميد.

## وصلات خارجية
- Project Physics texts at the Internet Archive